# Sabaxáns (La Coruña)
Sabaxáns es un lugar español situado en la parroquia de Bastavales, del municipio de Brión, en la provincia de La Coruña, Galicia.

## Demografía
| Gráfica de evolución demográfica de Sabaxáns entre 2000 y 2024 |
|                                                                |
| Datos según el nomenclátor publicado por el INE.               |